# Cara de plata
Cara de Plata es una obra de teatro de Ramón María del Valle-Inclán escrita en 1922 y que se integra en la trilogía Las comedias bárbaras. Si bien fue la última en escribirse (catorce años después que la anterior), desde el punto de vista de la cronología narrativa es la que da comienzo a la historia.

## Argumento
La obra presenta la historia de los Montenegro, una familia hacendada de la Galicia rural del siglo XIX. Se plantea el conflicto entre Juan Manuel, el patriarca y cacique local, un hombre poderoso, altanero y sin escrúpulos y su hijo pequeño, apodado Cara de Plata. Aquel ha iniciado un enfrentamiento con la iglesia al impedir el paso del abad por las tierras de la familia y secuestrando, de paso, a la que era su ahijada Sabelita. Esta se enamora de Cara de Plata, pero acaba convirtiéndose en amante del padre, lo que hace estallar el conflicto entre ambos. El abad desafía a Don Juan Manuel y este envía a su hijo a combatir al grupo del religioso, en la esperanza de que sucumban sus dos enemigos.

## Representaciones
La obra no se estrenó en un escenario hasta 45 años después de haber sido escrita. Concretamente en el Teatro Moratín de Barcelona el 23 de diciembre de 1967, con dirección de José María Loperena y protagonizada por Luis Prendes (Juan Manuel), Vicente Parra (Cara de Plata), Silvia Tortosa, Ramón Durán, Paquita Ferrándiz y Eugenia Zuffoli.
En 1991 hubo una interpretación conjunta de las tres obras que componen la trilogía, dirigida por José Carlos Plaza y con José Luis Pellicena como Juan Manuel y Toni Cantó como Cara de Plata
En 2005 se representó en el Teatro María Guerrero de Madrid, con dirección de Ramón Simó e interpretación de Chete Lera (Juan Manuel), Jesús Noguero (Cara de Plata), Bárbara Goenaga , Lucía Quintana, Maite Brik y Susi Sánchez.